# Gutterflower
Gutterflower es el séptimo álbum de la banda originaria de Buffalo, The Goo Goo Dolls, lanzado en el 2002. Es el álbum posterior a los exitosamente criticados A Boy Named Goo y Dizzy Up the Girl. El álbum fue comercialmente exitoso desde su lanzamiento llegando al puesto #4 en los Billboard 200.
De este disco sacaron los sencillos: Here is gone, Big machine y Sympathy. 

## Lista de canciones
Todas las canciones escritas y compuestas por Johnny Rzeznik, except where noted. 
| N.º | Título               | Escritor(es) | Duración |  |
| 1.  | «Big Machine»        |              | 3:10     |  |
| 2.  | «Think About Me»     |              | 3:58     |  |
| 3.  | «Here Is Gone»       |              | 3:58     |  |
| 4.  | «You Never Know»     | Robby Takac  | 3:08     |  |
| 5.  | «What a Scene»       |              | 4:24     |  |
| 6.  | «Up, Up, Up»         | Takac        | 2:58     |  |
| 7.  | «It's Over»          |              | 3:35     |  |
| 8.  | «Sympathy»           |              | 2:58     |  |
| 9.  | «What Do You Need?»  |              | 3:48     |  |
| 10. | «Smash»              | Takac        | 2:26     |  |
| 11. | «Tucked Away»        | Takac        | 3:13     |  |
| 12. | «Truth Is a Whisper» |              | 4:00     |  |